# فیلیپ دیژان
فیلیپ دیژان (ارمنی: Ֆիլիպ Ջյան؛ فرانسوی: Philippe Djian‎؛ زاده ۳ ژوئن ۱۹۴۹) یک رمان‌نویس ارمنی-فرانسوی است که از ۱۹۸۱ میلادی تا کنون مشغول فعالیت می‌باشد. وی بخاطر نگارش رمان «Oh...» برنده جایزه انترالیه سال ۲۰۱۲ شده است.

## زندگی‌نامه
وی در ۳ ژوئن ۱۹۴۹ در پاریس به دنیا آمد . وی برنده جوایزی همچون جایزه انترالیه شد.